# نيد خان
نيد خان (بالإنجليزية: Ned Kahn)‏ هو فنان أمريكي، ولد في القرن العشرين.